# Ypres (huyện)
Huyện Ypres (tiếng Hà Lan: Arrondissement Ieper; tiếng Pháp: Arrondissement d'Ypres) là một trong tám huyện hành chính ở tỉnh Tây Flanders, Bỉ. Huyện này vừa là huyện hành chính và huyện tư pháp. Tuy nhiên, huyện tư pháp Ypres cũng bao gồm các đô thị Staden và Moorslede ở huyện Roeselare.

## Các đô thị
Huyện hành chính Ypres bao gồm các đô thị sau:
- Heuvelland
- Langemark-Poelkapelle
- Mesen
- Poperinge
- Vleteren
- Wervik
- Ypres
- Zonnebeke